# نورثروب إكس-21
نورثروب إكس-21  (بالإنجليزية: Northrop X-21)‏ هي طائرة تجريبية، لاجراء اختبارات طبقة حدود السيطرة.، أنتجت في الولايات المتحدة. من صناعة نورثروب. كانت تستخدم بشكل أساسي من قبل ناسا. كان أول طيران لها في 18 أبريل 1963. انتهت خدمتها في 1968. صنع منها طائرتان.

## المستخدمون
- ناسا